# 梁振英涉嫌收取澳洲企業款項事件
梁振英涉嫌收取澳洲企業款項事件，又稱梁振英UGL事件，起源於2014年10月上旬香港雨傘革命期間，有澳洲傳媒報導時任香港特別行政區行政長官梁振英2011年參選特首後，仍以戴德梁行董事身份與一澳洲企業簽訂秘密協議，透過提供顧問服務、協助挽留員工、不作競爭等安排，換取5,000萬港元報酬，全部款項均在上任特首後收取。其後一眾香港傳媒陸續地針對梁振英的作出相關的報道。
民主黨立法會議員林卓廷於2017年11月赴英向英國國家打擊犯罪調查局（英語：National Crime Agency，簡稱NCA）舉報梁振英。英國當局於2018年9月向梁振英和林卓廷發信，宣佈決定不繼續調查UGL事件；同年11月林卓廷及尹兆堅到澳洲悉尼，就UGL事件向當地警方舉報，結果向英、澳執法部門投訢UGL事件，英、澳的結論都表示沒有足夠證據，民主黨表示失望但並無質疑，甚至香港傳媒當時亦並無向外國機構進一歩查詢。

## 背景
2014年10月上旬，澳洲傳媒《Fairfax Media》報道，行政長官梁振英2011年與一間澳洲企業達成協議，分兩年收取400萬英鎊，折合約港幣5,000萬元，收款時已經上任特首。梁振英正式宣布參選之日，正值他持股的戴德梁行控股公司DTZ被收購，澳洲傳媒《Fairfax Media》報道，梁振英在造勢大會之後5天，與提出收購的澳洲企業UGL簽了協議。這份UGL行政總裁給梁振英的文件，開頭就表明好高興認識梁振英，希望雙方將來繼續合作。UGL保證會在正式收購DTZ前，支付欠他的150萬英鎊花紅。另外，UGL還承諾給予梁振英400萬英鎊，條件包括離職之後24個月內不會撬走管理層、不會開新公司競爭。另外，梁振英要同意不時協助UGL推廣業務，擔當轉介人及顧問，沒有列明時限。合約上有手寫補充，講明有關協助不可構成利益衝突，並有梁振英的簽名，合約於2011年12月2日簽署。之後幾日，梁振英在公開場合都被問到公司賣盤的事，他都指自己是一個小股東。根據協議，400萬英鎊分兩期，在2012年及2013年的12月支付，亦即是梁振英就任特首之後。梁振英的利益申報表中，受薪工作一欄沒有申報這筆款項。

## 揭發過程
向梁振英支付400萬英鎊的澳洲上市公司UGL在當地交易所發表聲明，表示傳媒以「秘密」形容有關款項是沒有根據及誤導。聲明指，當日收購戴德梁行控股公司DTZ時，DTZ及主要債權人蘇格蘭皇家銀行都知悉UGL有意與梁振英達成協議。但蘇格蘭皇家銀行晚上指，沒有參與過有關協議，亦不清楚條款內容，與UGL的說法不符。
澳洲傳媒繼續報道UGL與梁振英簽訂秘密協議時，要求梁支持UGL收購的同一日，DTZ董事局就否決了一個來自中國國企、開價比UGL高出1億英鎊（相當於逾12億港元）的收購建議。梁振英僅回覆指賣盤是董事局集體決定，又在公開場合重申不會辭職。根據DTZ委託的安永會計師事務所12年1月公佈的管理人報告，DTZ準備賣盤時，曾收到另一個收購價比UGL高出近1億鎊的機密收購建議，但仍被包括梁振英的董事局成員否決。根據《悉尼晨鋒報》報道，有關建議被否決與UGL與梁振英簽訂秘密協議屬同一日；協議列明梁振英須支持UGL收購DTZ，而且無論公開或私下都不可批評有關交易。提出機密收購的公司身份後來被披露為國企天津新金融投資有限責任公司（天新），根據安永當年的報告，天新的條件遠比UGL的7,700萬鎊收購價好，包括向股東提供多5,000萬鎊、向主要債權人蘇格蘭皇家銀行償還多4,000萬鎊、另外再提供1,000萬鎊資金及3,000萬鎊貸款協助DTZ重建。天新在天津擁有逾1,000萬呎甲級寫字樓樓面，據悉希望利用DTZ協助發展。報告指出，由於董事局認為有關建議礙於人民幣出境的限制，需要8個星期才可完成，擔心期間若交易失敗，UGL亦可能放棄收購，認為風險太高而否決。不過，根據12年英國傳媒《郵報》報道，有接近天新人士認為天新的建議「顯著地對員工、股東、債權人、對所有人都較好」，認為DTZ為促成與UGL的交易「犧牲了價值」。
《悉尼晨鋒報》向梁振英查詢事件，他僅透過特首辦回覆指出售DTZ是董事局的決定，DTZ亦在制訂梁振英與UGL的離職協議有重要角色。其後，澳洲傳媒FairfaxMedia取得電郵顯示，特首梁振英2011年與澳洲公司UGL簽訂協議前，梁振英曾要求在550萬英鎊報酬以外，額外要求UGL提供300萬鎊，作為補償戴德梁行日本分公司過去5年虧損，遭UGL拒絕。
報道引述當時參與談判人士透露，梁振英經常不回覆電郵或電話，要由時任戴德梁行董事長Tim Melville-Ross或債權人、蘇格蘭皇家銀行派人去找梁振英；而UGL行政總裁Richard Leupen在電郵中指，梁振英經常以短句回覆，感覺難以達成協議。不過梁振英2011年11月24日透過中間人提出300萬鎊明確要求，並附有梁振英分析自己對戴德梁行日本公司貢獻，及UGL收購一事上合作。參與談判人士形容，梁振英要求額外補償，如彩票買輸了，卻要求取回投注本金。
UGL行政總裁Richard Leupen兩日後在電郵中，向Tim Melville-Ross表明拒絕梁振英要求，形容無論如何都做不到，否則會拉倒。不過，根據電郵內容，顯示主要債權人及賣方蘇格蘭皇家銀行、安永會計師事務所，及Tim Melville-Ross，全知悉梁振英談判有關的協議，與先前聲稱不悉事件的說法有矛盾。
2017年1月1日，眾新聞報道，2014 年澳洲《Fairfax Media》記者取得 UGL (United Group Limited) 在 2011 年收購 DTZ 前，與即將離職的 DTZ 亞太區主席梁振英簽訂的協議，該協議除揭發當時正準備參選特首的梁振英答應收取 400 萬英鎊亦顯示梁振英持有 DTZ 子公司 DTZ 日本 的股份。這些股份一直去向不清。眾新聞調查發現，2014年UGL再將DTZ賣給TPG/ PAG/ Ontario Teachers’Pension Plan合組財團（TPG財團）後，現時DTZ日本 由 TPG 財團旗下公司持有，故質疑梁振英是否等於已賣出 DTZ 日本股份並套現，還是以某信托方式持股。
2021年10月，據立場新聞參與國際調查記者同盟解密的潘朵拉文件，梁振英就UGL事件接受廉政公署調查期間，於2015年11月將名下公司Ace Link Property持有的日本EuroAsia Properties三成股份出售給UGL公司，價值20萬英鎊，當時約合港幣230萬。據戴德梁行2011年的年報，EuroAsia Properties是其在日本開設的附屬公司，持有七成股份，由此可推斷剩餘三成股份由梁振英持有。然而，梁振英上任特首後2012年8月3日發表的公開利益申報表，均未提到其本人持有Ace Link Property和EuroAsia Properties的股權，他當時仍是這兩家公司董事，直至8月10 日才辭去職務。對此，梁振英表示申報制度僅要求申報直接持有的公司股權，不包括下設各級子公司股權，又稱他已經「在制度要求以外主動作出額外安排，將所有股權放入由專業人士管理的信託，本人不行使作為（包括日本公司）股東的決策權」，指立場新聞他出任行政長官時的申報情況，已經交由律師處理。

## 各方回應

### 香港
行政長官辦公室回應，有關款項只是涉及梁振英未當特首前提供的服務，毋須申報。該份合約是離職協議，是一項不公開的商業安排，純粹是確保梁振英離職後不會與UGL競爭，並非由於日後會提供任何服務。雙方交易時，梁振英已辭去行政會議職務，又未獲選為特首，在現行制度下毋須申報。立法會法律界議員郭榮鏗表示，若報道和披露文件屬實，梁振英已嚴重違反多項法例和行政規定，包括涉嫌觸犯《防止賄賂條例》、違反行政會議的利益申報規定，以及作出失實聲明，要求梁振英必須立即作更詳盡及全面交代。立法會議員郭家麒致函稅務局局長，舉報特首梁振英涉嫌瞞稅，要求澄清梁振英有否向稅局申報報酬收入，及是否計算在應繳稅項之內。特首辦指，梁振英去年就收取澳洲公司款項繳交薪俸稅徵詢過執業會計師意見，因非本港產生的入息認為毋須課稅；而一筆150萬英鎊花紅則已付稅。
立法會會計界代表梁繼昌質疑特首梁振英收取澳洲公司的款項，不可能不涉及稅務問題。他指出，提供顧問服務屬經營業務，即使無需繳納薪俸稅，亦可能要繳交其他稅項。他又指，提供高額離職費做法常見，但條款通常列於主體交易協議中，質疑為何梁振英的協議是單對單簽署。立法會議員李慧琼指，這種「黃金握手」是商界慣常做法，只是保障收購一方的利益，有關協議是商界慣常做法。她認為，UGL已表明梁振英並無向公司提供任何服務，根據目前的資料，梁振英並無實質利益衝突。
律政司發言人亦表示，司長袁國強為免產生任何偏頗和不當影響的印象，已授權刑事檢控專員處理案件。其後梁振英多次公開回覆，因有關收益不在香港產生，他認為不需撽交香港稅款；而香港立法會在建制派議員「護航」下否決了運用特權法調查有關事宜。
最終在2016年11月2日，梁繼昌議員及尹兆堅議員在當天的立法會會議上，通過遞交呈請書的形式，獲得28名非建制派議員一致支持，成立了專責委員會調查該事件。但由於該委員會并非根據《立法會（權力及特權）條例》成立，并無權力强制傳召證人或調取資料。呈請通過之後，反對該呈請的建制派通過把持内務委員會會議，占據了專責委員會11名委員中的7名，并據此全占正副主席職位。其後，建制派議員在立法會大會再次否決了授予該委員會特權法權利的議案，并在該委員會的前幾次會議中進行拉布拖延議程，最終在2017年5月的第1次閉門會議中爆發了浩鼎門醜聞。

### 中华人民共和国
由於事件發生時正值香港爆發佔領中環、“雨傘革命”期間，事件引發香港社會討論的同時，亦引起中央的關注。《人民日報》在2014年10月15日發表的評論員文章《坚决支持特区政府依法施政》中，指出“佔中”组织者以香港特区政府为靶子，不断制造议题、挑起纷争，极力打击行政长官威信、阻碍特区政府施政；又指“佔中”组织者无视基本法的规定和全国人大常委会的决定，不惜策动所谓“公民抗命”，公然以“佔中”这种违法方式，逼迫中央在重大原则问题上让步。为了实现这一企图，他们把矛头直接对准了特区政府和行政长官，罗织罪名、编造谣言，企图把中央信任的行政长官逼下台，在香港上演“颜色革命”的一幕。文章指，任何关心香港、爱护香港的人，都应该对这种以“私愿”劫持“公意”的行为说“不”，都应该在法治的理念下支持特区政府依法施政。

## 後續事件

### 梁振英當選全國政協副主席
2017年2月28日“兩會”召開前，全国政协常委会通过增补梁振英为全国政协委员。梁振英強調，自己过去两年多已向中央全面解释UGL事件，中央完全知情，并已经寻求法律意见。3月10日，全国政协常委会以294票赞成、2票弃权通过提名香港特首梁振英为全国政协副主席候选人，将于13日全国政协闭幕会议上进行表决。外界预料该任命将顺利通过，亦猜測梁振英出任政協副主席一事，將在中央层面扫清“UGL 事件”造成的障碍，但这同时也引发香港社会担忧，在他出任全国政协副主席后，“UGL事件”的跟进调查是否也会不了了之。。最終梁振英成功當選全國政協副主席，與董建華不同的是梁振英在特首任期內出任全國政協副主席。
林行止認為不得告梁振英，因為「全国政协副主席」屬於「国家领导人」，而且梁曾兩度被中共中央總書記習近平公開點名讚揚有功，包括有效地「打擊港獨」，及在改革開放初期對中国大陆有特殊貢獻。

### 李寶蘭被取消署任執行處首長
2016年7月7日，香港廉政公署廉政專員白韞六因為李寶蘭的「差劣表現(poor performance)」停止署任李寶蘭為執行處首長，由現任執行處處長（私營機構）的丘樹春出任執行處首長，李寶蘭其後提出提早解除合約，自行離職。被指李寶蘭「愛將」的執行處首席調查主任高迪龍亦隨後在11日辭職。引起大批廉署人員不滿、令士氣低落，並杯葛周年晚宴。有立法會議員質疑事件另有內情。立法會議員梁家傑表示，事件「非政治干預莫屬」、何俊仁和涂謹申質疑李寶蘭被停止署任與她調查特首梁振英涉嫌收取澳洲企業款項的案件有關。
白韞六則指梁振英無給意見、無參與決定，並以涉及個人私隱為由未有交代為何認為李寶蘭工作表現不達要求、是否曾犯錯等。前副廉政專員及執行處首長李銘澤表示，事件「耐人尋味」。他指根據1994年廉政公署權責檢討委員會報告書，列明只要是處長級以上的委任(首長級第三級D3或以上)，都要先諮詢港督、即現時特首的意見。白韞六只是將「知會」梁振英而後者沒有表示意見是「沒有依法辦事」。梁振英則在7月14日的立法會答問大會中強調「特首不可能干預廉署工作」，又指「行政方便」的署任不需特首批准。

### 梁振英屢次採取法律行動
2016年9月29日，梁振英突然透過薛馮鄺岑律師行向《蘋果日報》發出律師信，指該報由專欄作家盧峯撰寫並於9月8日發表的社論文章，是「錯誤地、惡毒地及惡意地指控（falsely, viciously and maliciously accused）梁振英貪污，阻礙梁振英行使競逐連任特首的權利」。而《蘋果日報》總編輯陳沛敏回應稱，對新聞界發律師信是梁振英一貫作風，事件已交由律師處理。
2017年3月7日，梁振英針對立法會議員梁繼昌在3月1日在立法會議事廳外見記者時，提及梁振英正因UGL事件受廉政公署調查，甚至是外國政府稅局的調查對象。梁振英認為對方言論是誹謗，透過律師正式入稟高等法院控告梁繼昌，要求法庭頒下禁制令，禁止梁繼昌以任何方式再次發表相關言論，並要求梁繼昌賠償，包括加重性及懲罰性賠償、另要求梁繼昌支付訟費。

#### 沙中綫工程醜聞
2018年6月，香港蘋果日報報導，禮頓建築在前特首梁振英任內獲多項大型基建工程合約，而禮頓與UGL屬同一母公司，後來禮頓與中国建筑国际所承建沙中綫工程出現問題。梁振英發文指與禮頓從無關係。

### 浩鼎門事件
2017年5月15日，香港立法會就梁振英UGL事件成立調查委員會，但建制派議員在會上不斷以技術理由「拉布」，又要求會議閉門進行；在2017年5月15日的閉門會議上，立法會議員周浩鼎提交的修訂文件，電腦記錄顯示曾經由特首辦修改。有委員要求周浩鼎辭任委員，但建制派力保周浩鼎。工黨前副主席鄭司律形容事件為「浩鼎門事件」。5月19日，周浩鼎即時辭任委員會副主席職務。